# 金山町 (いわき市)
金山町（かねやままち）は、福島県いわき市にある大字である。郵便番号は974-8211。

## 地理
いわき市南部の勿来地区に属する。北で泉町黒須野、東で小浜町、南で岩間町、西で東田町、石塚町とそれぞれ隣接する。岩間町、小浜町北部の丘陵地に位置し、明治時代より通称地名として金山の名が用いられていた。第二次世界大戦後の帰農開拓により開墾が進む中、1951年に一級国道6号（現在の福島県道20号いわき上三坂小野線が開通したことで沿線の宅地開発が進み、1965年に金山自治会が設立された。以後金山の名を冠する公共施設が設置されるが、通称地名と法的地名が異なり、郵便などの誤配が問題になったことから1966年に自治会が勿来市議会に金山町設立の陳情書を提出するが、権利関係の複雑さなどにより国土調査に基づく改正が妥当との返答があり、いわき市成立後の1970年より国土調査が開始され、1973年3月にその一部が金山町として分離新設された。植田町内に所在するいわき南警察署及び錦町に所在する勿来消防署がそれぞれ管轄にあたる。

### 主な字
字
複数の字を持つが、地名の表記に「字」の文字は使用されない。
- 朝日台
- 汐見台
- 南台
- 月見台
- 東台

## 歴史
- 1973年3月 - 国土調査に基づき岩間町、小浜町から分離新設される[5]。

## 世帯数と人口
2023年10月31日現在の世帯数と人口は以下の通りである。
| 大字   | 世帯数   | 人口   |
| ------ | -------- | ------ |
| 金山町 | 1044世帯 | 2705人 |

## 小・中学校の学区
市立小・中学校に通う場合、学区は以下の通りとなる。
| 番地 | 小学校                   | 中学校                 |
| ---- | ------------------------ | ---------------------- |
| 全域 | いわき市立汐見が丘小学校 | いわき市立植田東中学校 |

## 交通

### 道路
- 福島県道20号いわき上三坂小野線

## 施設
- 金山公園
  - 金山公民館（旧勿来勤労青少年ホーム）